# جون ميلتون إليوت
جون ميلتون إليوت (بالإنجليزية: John Milton Elliott)‏ هو محامي وقاضي وسياسي أمريكي، ولد في 16 مايو 1820 في مقاطعة سكوت في الولايات المتحدة، وتوفي في 26 مارس 1879 في فرانكفورت في الولايات المتحدة. حزبياً، نشط في الحزب الديمقراطي. وقد انتخب عضو مجلس النواب الأمريكي.